# Glen Saville
Glen Saville, né le 17 janvier 1976 à Bendigo, en Australie, est un joueur australien de basket-ball, évoluant aux postes d'arrière et d'ailier.

## Carrière

### Palmarès
- Champion d'Océanie 2003
- Champion d'Océanie 2005
- Champion d'Océanie 2007